# Enfield (Maine)
Enfield es un pueblo ubicado en el condado de Penobscot en el estado estadounidense de Maine. En el Censo de 2010 tenía una población de 1.607 habitantes y una densidad poblacional de 18,8 personas por km².

## Geografía
Enfield se encuentra ubicado en las coordenadas 45°17′3″N 68°34′56″O / 45.28417, -68.58222. Según la Oficina del Censo de los Estados Unidos, Enfield tiene una superficie total de 85.46 km², de la cual 71.83 km² corresponden a tierra firme y (15.94%) 13.62 km² es agua.

## Demografía
Según el censo de 2010, había 1.607 personas residiendo en Enfield. La densidad de población era de 18,8 hab./km². De los 1.607 habitantes, Enfield estaba compuesto por el 97.57% blancos, el 0.06% eran afroamericanos, el 1.18% eran amerindios, el 0% eran asiáticos, el 0% eran isleños del Pacífico, el 0.25% eran de otras razas y el 0.93% pertenecían a dos o más razas. Del total de la población el 0.19% eran hispanos o latinos de cualquier raza.